# 鈴木寿明
鈴木 寿明（すずき ひさあき、1962年〈昭和37年〉9月14日 - ）は、日本の政治家。愛知県蒲郡市長（2期）。

## 来歴
愛知県蒲郡市出身。蒲郡市立蒲郡中学校、愛知県立蒲郡東高等学校卒業。1浪して金沢大学教育学部に進学し、1986年（昭和61年）3月、同大学卒業。家業の新聞販売店を長兄と継承するため、同年4月、株式会社鈴木新聞舗に入社。兄弟で業務分担をした。
2008年（平成20年）4月、株式会社新鈴木新聞舗の代表取締役に就任。2009年（平成21年）4月、蒲郡商工会議所青年部会長に就任。
2014年（平成26年）から3年連続で蒲郡市を会場に開かれた「全国ご当地うどんサミット」で、実行委員長として開幕の陣頭指揮をとった。
2019年（平成31年）2月23日、任期満了に伴う蒲郡市長選挙に立候補する意向を表明。後援会長には元教育長の廣中達憲が就いた。同年10月20日に行われた市長選に、自民党・公明党・立憲民主党・国民民主党の推薦を受けて立候補し初当選した。投票率は35.52パーセントで過去最低を記録した。同年11月7日、市長就任。
2023年（令和5年）10月8日に行われた市長選挙で再選。

## 市政
- 2021年（令和3年）12月10日、LGBTなど性的少数者のカップルが婚姻に相当する関係にあると認める「パートナーシップ宣誓制度」を2022年（令和4年）1月4日に導入すると発表した[9]。同年1月13日、市内在住の女性と戸籍上は女性のトランスジェンダーが、一組目のカップルとして宣誓した[10]。